# Agassiziella fuscifusale
Agassiziella fuscifusale là một loài bướm đêm trong họ Crambidae.